# High Volume Training
Il Volume training, definito anche come High Volume Training (HVT) (Allenamento ad alto volume) o Pump training, è un termine generico che identifica una vasta categoria di allenamenti coi pesi (Resistance training) utilizzati nel bodybuilding, in cui essenzialmente il parametro del volume viene enfatizzato. Esso normalmente fa riferimento ad un resistance training a serie multiple, moderata o bassa intensità (60-75% 1-RM), medie e alte ripetizioni (10-15), e tempi di recupero moderatamente brevi (60—90 s).

## Definizione
L'High Volume Training (HVT) è un termine generico che tende ad inglobare la maggior parte delle routine di allenamento di bodybuilding con un alto numero di serie per esercizio (serie multiple) e per parte corporea (da 5 a 20 o più), una durata di allenamento generalmente maggiore, un numero di ripetizioni mediamente alto (10-15), tempi di recupero mediamente più brevi (30-60 secondi circa), un'alta frequenza (da 4 fino 6 giorni a settimana), a volte prevedendo anche due allenamenti in una giornata. Fino agli anni ottanta, questo approccio di allenamento culturistico era dominante, e tutt'oggi rimane il più comune. Esso era stato supportato e diffuso sin dalle origini da Joe Weider (Weider system), e dai numerosi campioni dell'epoca come Arnold Schwarzenegger. L'HVT si contrappone al High Intensity Training (HIT), stile di allenamento molto più specifico e definito, elaborato negli anni settanta dal fondatore dei macchinari Nautilus Arthur Jones, in cui erano previsti parametri di allenamento generalmente opposti, come un volume molto ridotto, una serie per esercizio (monoserie), 3 esercizi per gruppo muscolare, allenamento sempre alla massima fatica (cedimento muscolare), tecniche speciali pensate per superare il cedimento muscolare (tecniche ad alta intensità), ripetizioni mediamente inferiori (circa 10), e soprattutto una frequenza di allenamento molto contenuta (anche un allenamento a settimana o meno). L'HIT si ritagliò una schiera di sostenitori a partire dagli anni ottanta, grazie alla grande promozione da parte di Mike Mentzer, campione di bodybuilding dell'epoca, che era stato allievo di Jones. Mentzer creò una rivisitazione del HIT, l'Heavy Duty (HD), senza particolari differenze di approccio dal HIT originario.
Essendo una denominazione molto generica, va precisato che per Volume training o HVT può essere intesa una vastissima categoria di allenamenti con sovraccarichi con stili molto diversi, pertanto non si può inquadrarne una maggiore efficacia o superiorità rispetto ad altri metodi come l'HIT. Anche se gli allenamenti dal volume maggiore (serie multiple) e a maggiore frequenza sono stati ampiamente riconosciuti da varie ricerche scientifiche come tendenzialmente più efficaci rispetto alle monoserie e la bassa frequenza caratteristiche del HIT, ai maggiori guadagni e miglioramenti muscolari e alle maggiori risposte anaboliche si accompagna anche una maggiore produzione del cortisolo, l'ormone dello stress responsabile del catabolismo muscolare. Un Volume training impostato senza criterio, determinando un volume eccessivo, una durata di allenamento ampiamente superiore ad un'ora, e ad un'alta frequenza di 5-6 giorni, quindi porta molto più facilmente alla sindrome da sovrallenamento (OTS, Over Training Syndrome), una reazione che con gli allenamenti di stampo HIT verrebbe molto più facilmente evitata. Il sovrallenamento si traduce in prestazioni scadenti e una possibile riduzione dell'ipertrofia e della forza muscolare. Per questo motivo, un Volume training molto estremo, caratterizzato da super allenamenti di lunga durata e alta frequenza, molto probabilmente non consente di ottenere risultati soddisfacenti ad un atleta che non assume sostanze dopanti, in quanto molto più esposto ai sintomi dello stress e al rischio catabolico a carico del muscolo scheletrico. Gli utilizzatori di steroidi anabolizzanti infatti, oltre a sviluppare una maggiore forza, ipertrofia e massa muscolare, beneficiano di una notevole riduzione dei livelli di cortisolo durante gli allenamenti, dimostrando un'inibizione degli eventuali processi catabolici del muscolo indotti da super allenamenti molto frequenti fisicamente troppo stressanti. Inoltre è necessario considerare che le più grandi autorità nel mondo culturistico e i ricercatori nello stesso ambito riconoscono la necessità di periodizzare regolarmente gli allenamenti e i parametri di allenamento, ad esempio alternando un periodo di High Volume training seguito da un High Intensity Training, seguito da un ciclo di forza massimale, seguito da uno di endurance muscolare, e così via.

### Rapporto volume/intensità
Il Volume training per definizione è un Resistance training in cui il parametro volume viene enfatizzato. Ciò significa che il numero di serie per esercizio e per gruppo muscolare tende ad essere particolarmente elevato. Talvolta per Volume training si intende semplicemente un allenamento a serie multiple, cioè che prevede più di una serie per esercizio, o un allenamento con dei parametri di lavoro generalmente distinti dal High Intensity Training (HIT). Ad ogni modo esiste un rapporto tra il volume e l'intensità, vale a dire che se un parametro viene aumentato, l'altro deve essere ridotto. Per quanto riguarda la definizione di intensità, essa può essere interpretata in diversi modi. Essenzialmente essa può indicare l'entità del carico intesa come percentuale sull'alzata massimale (% 1-RM), oppure lo sforzo esercitato durante l'allenamento inteso come il raggiungimento e il superamento del cedimento muscolare. Esiste quindi una forte interazione tra volume e intensità, nel senso che se l'intensità viene ridotta, il volume può essere aumentato per ottenere un sufficiente adattamento. Allenarsi ad intensità molto elevate richiede sostanzialmente meno volume di lavoro, ma gli adattamenti indotti dai due tipi di allenamento sarebbero significativamente diversi. Questo rapporto tra i due parametri comunque rimane valido anche per gli allenamenti cardiovascolari in forma aerobica, o mista aerobica/anaerobica.
Esiste però una problematica legata al riconoscimento del parametro intensità nel resistance training, in quanto può essere appunto interpretato in due modalità abbastanza diverse. Si presume comunque che se un atleta si allena con alti carichi (80-90% 1-RM) tipici dello sviluppo della forza e ipertrofia (interpretazione scientifica), o se si allena alla massima fatica raggiungendo il cedimento muscolare o superandolo applicando delle tecniche speciali (interpretazione astratta) sviluppando ipertrofia e resistenza muscolare, in entrambi i casi il volume di lavoro possa o debba essere moderato. Entrambe le modalità infatti portano ad un maggiore stress. Mentre l'allenamento ad alta intensità, intesa come percentuale di carico (% 1-RM) a basse ripetizioni massime, stimola lo sviluppo della forza massimale oltre che dell'ipertrofia, l'allenamento ad intensità moderata o bassa ad alte ripetizioni massime stimola l'endurance muscolare o forza resistente, incidendo comunque sull'ipertrofia. Si tratta quindi di due metodiche complementari da applicare ciclicamente nelle routine alterando il parametro volume. Il Volume training quindi può essere più adatto per l'ipertrofia e l'endurance muscolare, e meno per la forza massima. Anche l'High Intensity Training però non raggiunge mai alte intensità in quanto interpreta questo parametro come la massima fatica espressa in una serie, quindi senza che vengano utilizzati alti carichi.

### HVT, HIT, intensità (% 1-RM) e ipertrofia muscolare
Come accennato, l'High Volume Training non prevederebbe carichi ad alta intensità (80-90% 1-RM) per poter compensare i volumi di lavoro, in molti casi estremamente elevati. Questo significa che comunemente non vengono utilizzati carichi relativi all'80-90% 1-RM, traducibili in 4-8 ripetizioni massime (RM) all'esaurimento con una velocità di movimento normale, ma si tende a mantenere l'allenamento su medio-alte ripetizioni (10-15) oppure ripetizioni medie eseguite lentamente, spesso senza raggiungere il cedimento muscolare. L'HVT quindi modera l'intensità sia sotto il profilo della percentuale di carico (% 1-Repetition maximum), spesso sia sotto il profilo della massima fatica (mancato cedimento muscolare). Proprio a causa di quest'ultimo punto esso si contrappone al High Intensity Training, dove il cedimento muscolare viene sempre raggiunto (e spesso superato), per compensare i bassissimi volumi di lavoro, nonché la frequenza rarefatta. Si nota però che sia l'HVT che l'HIT condividono un punto comune, cioè entrambi non prevedono l'utilizzo di carichi ad alta intensità (80-100% 1-RM), ma si mantengono generalmente entro range bassi o moderati.

#### Alte ripetizioni
Il range di ripetizioni moderato o alto, connesso con un'intensità relativa moderata o bassa, produrrebbe un tipo di ipertrofia muscolare detta ipertrofia sarcoplasmatica o non funzionale, in cui non viene esaltato particolarmente lo sviluppo degli incrementi funzionali sulle capacità del muscolo, come lo sviluppo effettivo della forza o la crescita diretta delle proteine contrattili, ma verrebbe creata un'ipertrofia maggiormente rivolta agli elementi non-contrattili, come il sarcoplasma, cioè al citoplasma delle cellule muscolari, la ritenzione di glicogeno muscolare, ed altre sottounità cellulari. Questi range di lavoro sono più orientati sull'ipertrofia delle fibre di tipo 1 e di tipo 2a, mentre non andrebbero a coinvolgere in maniera rilevante le fibre di tipo 2b, cioè quelle più forti e ipertrofizzabili.
L'ipertrofia sarcoplasmatica o non funzionale viene quindi distinta da un altro tipo di ipertrofia, detta funzionale o miofibrillare. Quest'ultima stimola maggiormente la crescita e l'aumento del numero di miofibrille per fibra muscolare e quindi un aumento dei sarcomeri in parallelo, e verrebbe maggiormente stimolata con protocolli di allenamento direttamente indirizzati all'aumento della forza massimale, tipicamente utilizzati nel powerlifting e nel weightlifting, ma anche nel bodybuilding. Tuttavia tale reazione viene stimolata con carichi più elevati, connessi con un'intensità media dell'85% di 1 RM, equivalenti a circa 6-RM (a cedimento) con un andamento a velocità normale.
A questo punto pare chiaro che né l'HVT, né l'HIT produrrebbero propriamente la cosiddetta ipertrofia funzionale o miofibrillare in quanto non raggiungono mai carichi ad alta intensità:
- l'HVT, per compensare elevati volumi di lavoro ed evitare la manifestazione già probabile del sovrallenamento;
- l'HIT, perché si basa su un range di ripetizioni normalmente medie (8-12), ma con uno Speed of movement per definizione molto rallentato (6-10 secondi a ripetizione)[23], cosa che non permetterebbe di raggiungere carichi dell'80-90% 1-RM mantenendosi entro il minimo di ripetizioni massime previsto (circa 8);

L'ipertrofia miofibrillare viene invece stimolata con il resistance training ad alta intensità (intensità come percentuale di 1-RM), cioè l'allenamento in cui vengono utilizzati alti carichi relativi all'80-85% 1-RM. Essa non viene prevista nel High Intensity Training (HIT), e spesso nemmeno nel High Volume Training (HVT), ma piuttosto in alcuni protocolli di bodybuilding specifici, e più comunemente nel sollevamento pesi e nel powerlifting.
Da come vengono descritti i diversi tipi di ipertrofia muscolare, sembrerebbe che l'esercizio ad intensità bassa e moderata e ripetizioni alte e moderate sia meno efficace per creare ipertrofia. Tuttavia evidenze scientifiche recenti rimettono fortemente in discussione queste conclusioni. Alcuni ricercatori già da tempo hanno rilevato che anche carichi relativi ad intensità basse, circa il 60%-1RM (circa 20-RM) riescono a coinvolgere anche le fibre di tipo 2b e riescono inoltre a sviluppare l'ipertrofia delle miofibrille (cioè la componente contrattile). Altre evidenze mettono in luce come anche carichi relativi al 30% 1-RM, se portati alla massima fatica (cedimento), riescono allo stesso modo a stimolare l'ipertrofia miofibrillare. Per tanto non si può sostenere che uno stimolo di allenamento più mirato a creare ipertrofia sarcoplasmatica e pompaggio muscolare non vada a stimolare l'ipertrofia miofibrillare o strutturale.
Le alte ripetizioni consentirebbero anche di sviluppare una maggiore ipertrofia sulle fibre di tipo 1 (dette anche lente o rosse). Queste fibre sono orientate alla prestazione muscolare di durata o resistenza (endurance), e quindi rispondono positivamente a Time Under Tension (TUT) della serie di maggiore durata. Le basse ripetizioni invece, usate nell'alta intensità, o dai powerlifter e pesisti, semplicemente non permettono un'adeguata durata della serie (TUT) per un significativo reclutamento delle fibre di tipo 1. Non a caso, i pesisti e i powerlifter, mostrano una maggiore ipertrofia della fibra di tipo 2 (rapida), mentre i bodybuilder sembrano mostrare un'ipertrofia sia nelle fibre di tipo 2, che di tipo 1. Inoltre, altri studi recenti riconoscono che un alto numero di ripetizioni a cedimento hanno dimostrato di essere migliori rispetto alle basse ripetizioni a cedimento per la sintesi proteica miofibrillare, sarcoplasmatica, e mista. Anche se si presenta come un dato interessante, sono necessarie più ricerche per stabilire se la sintesi proteica acuta non sia necessariamente correlata ad una maggiore ipertrofia nel tempo, mentre studi precedenti hanno trovato che i protocolli a ripetizioni molto elevate non siano paragonabili a quelli a ripetizioni basse-moderate per aumentare la crescita muscolare, evidenze più recenti suggeriscono invece che in realtà non ci sia differenza nella stimolazione della sintesi proteica tra l'uso di alti carichi o bassissimi carichi.
Le ripetizioni moderate o alte tipiche del HVT e connesse con maggiori tempi sotto tensione (TUT), promuovono un maggiore pompaggio muscolare (da cui il nome Pump training). Il pompaggio provocato da una singola sessione di allenamento coi pesi viene denominata con un'ulteriore classificazione, cioè ipertrofia transitoria. Questo effetto a breve termine è attribuibile all'accumulo di fluidi, dal plasma sanguigno verso lo spazio intracellulare e interstiziale del muscolo scheletrico. Anche se il pompaggio si crede sia un effetto solo a breve termine, può risultare in un guadagno a livello muscolare. Diversi studi hanno infatti dimostrato che il gonfiore cellulare che viene a crearsi con alte ripetizioni crea sia un aumento della sintesi proteica muscolare che una riduzione del catabolismo muscolare. Le ripetizioni alte o moderate, in concomitanza con tempi di recupero brevi sono anche associate ad una maggiore secrezione dell'ormone anabolico GH, ma anche dell'ormone catabolico cortisolo, entrambi influenzati in maniera proporzionale dall'accumulo di lattato tipico del metabolismo anaerobico glicolitico.

#### Volume/intensità, sovrallenamento e periodizzazione
Il Resistance training viene normalmente organizzato mediante l'impostazione di determinati parametri come la scelta degli esercizi, il loro ordine, il volume, l'intensità (% 1-RM) e i tempi di recupero. Tra questi parametri, è stato riconosciuto che quelli che incidono più sulla sindrome del sovrallenamento siano proprio il volume e l'intensità.
- Un volume eccessivo eseguito per un periodo di tempo troppo lungo si presenta quando l'atleta aggiunge esercizi, aggiunge serie, o aumenta la frequenza di allenamento. I sintomi che si manifestano a causa del sovrallenamento sono simili a quelli riscontrati nell'esercizio aerobico di endurance troppo protratto. Un alto volume di allenamento spesso risulta in un rapporto sfavorevole tra testosterone e cortisolo, compromettendo gli adattamenti e i guadagni muscolari[11].
- Un'eccessiva intensità si riscontra quando l'atleta adopera carichi troppo elevati sulla percentuale del massimale (% 1-RM) per un periodo di tempo troppo elevato. Questo può causare un aumento dell'attività del sistema nervoso simpatico per compensare la perdita di forza muscolare[11].

Al fine di prevenire i sintomi del sovrallenamento, è necessario applicare il principio della periodizzazione o ciclicità. La periodizzazione è ampiamente usata nella progettazione di un allenamento coi pesi per evitare l'eccesso di allenamento, massimizzando i guadagni delle prestazioni e il recupero. I tradizionali modelli di periodizzazione descrivono una progressione da protocolli ad alto volume e bassa intensità (% 1RM) passando poi alla diminuzione del volume e aumentando l'intensità durante i diversi cicli.

## Esempi di allenamento HVT

### HVT Split routine 5 giorni

#### Giorno 1: Gambe
- Leg extension 4 x 10-12 1'
- Hack squats 4 x 10-12 1' 30"
- Leg press 3 x 12 1' 30"
- Affondi 3 x 20 (per gamba) 1' 15"
- Lying leg curl 3 x 10-12 1'
- Stacchi gambe tese 3 x 8-10 1'
- Standing calf machine 4 x 8 1'
- Seated calf machine 4 x 12-15 1'

#### Giorno 2: Petto, addome
- Panca piana 3 x 10-12 1' 30"
- Panca declinata 4 x 10-12 1' 30"
- Croci manubri 4 x 10-12 1'
- Pectoral machine 4 x 10-12 1'
- Croci ai cavi 4 x 12-15 1'
- Leg-raise 3 x max 1'

#### Giorno 3: Dorso, addome
- Lat machine 4 x 10-12 1' 30"
- Pulley 4 x 10-12 1' 30"
- Stacco da terra 3 x 8-10 2'
- Rematore bilanciere 3 x 8-10 1' 30"
- Pull-down braccia tese 4 x 10-12 1'
- Sit-up 3 x max 1'

#### Giorno 4: Deltoidi, trapezio
- Alzate laterali 4 x 10-12 1'
- Shoulder press manubri 4 x 10-12 1'
- Alzate frontali 3 x 10-12 1'
- Shoulder press machine 3 x 10-12 1'
- Rear deltoid machine 4 x 10-12 1'
- Tirate al mento 3 x 8-10 1' 30"
- Scrollate 4 x 8-10 1'

#### Giorno 5: Bicipiti, Tricipiti
- French press piana 4 x 10-12 1' 30"
- Push down 4 x 10-12 1'
- Push down monolaterale inverso 3 x 10-12 1'
- Curl bilanciere EZ 4 x 10-12 1' 15"
- Curl panca Scott 4 x 10-12 1'
- Curl in concentrazione 2 x 8-10 1'
- Reverse curl 4 x 10-12 1'
- Wrist curl 4 x 10-12 1'

### HVT Split routine 4 giorni

#### Giorno 1: Gambe
- Leg extension 4 x 10-12 1'
- Hack squat 4 x 10-12 1' 30"
- Leg press 3 x 12 1' 30"
- Affondi 3 x 10 (per gamba) 1' 15"
- Lying leg curl 3 x 10-12 1'
- Stacchi gambe tese 3 x 8-10 1'
- Standing calf machine 4 x 8 1'
- Seated calf machine 4 x 12-15 1'

#### Giorno 2: Petto, tricipiti, addome
- Panca piana 3 x 10-12 1' 30"
- Panca declinata 4 x 10-12 1' 30"
- Croci manubri 4 x 10-12 1'
- Pectoral machine 4 x 10-12 1'
- Croci ai cavi 4 x 12-15 1'
- French press 3 x 10-12 1' 15"
- Push down 4 x 10-12 1'
- Push down monolaterale inverso 3 x 10-12 1'
- Leg-raise 3 x max 1'

#### Giorno 3: Dorso, bicipiti
- Lat machine 4 x 10-12 1' 30"
- Pulley 4 x 10-12 1' 30"
- Stacco da terra 3 x 8-10 2'
- Rematore bilanciere 3 x 8-10 1' 30"
- Pull-down braccia tese 4 x 10-12 1'
- Curl bilanciere EZ 4 x 10-12 1' 15"
- Curl panca Scott 4 x 10-12 1'
- Curl in concentrazione 2 x 8-10 1'

#### Giorno 4: Deltoidi, trapezio, addominali
- Alzate laterali 4 x 10-12 1'
- Shoulder press manubri 4 x 10-12 1'
- Alzate frontali 3 x 10-12 1'
- Shoulder press machine 3 x 10-12 1'
- Rear deltoid machine 4 x 10-12 1'
- Tirate al mento 3 x 8-10 1' 30"
- Scrollate 4 x 8-10 1'
- Sit-up 3 x max 1'

### HVT Split routine 3 giorni

#### Giorno 1: Gambe, addominali
- Squat 4 x 10-12 1' 30"
- Leg press 45° 4 x 10-12 1' 15"
- Hack squat 4 x 10-12 1' 15"
- Affondi 3 x 10 (per gamba) 1' 15"
- Leg extension 3 x 10-12 1'
- Stacchi a gambe tese 3 x 10-12 1'
- Seated leg curl 3 x 10-12 1'
- Crunch 4 x max 1'

#### Giorno 2: Petto, deltoidi, tricipiti
- Distensioni panca piana 4 x 10-12 1' 30"
- Dip parallele 4 x 10-12 1' 15"
- Distensioni inclinata manubri 4 x 10-12
- Croci manubri panca piana 3 x 12-15 1'
- Shoulder press bilanciere 4 x 10-12 1' 15"
- Alzate laterali manubri 4 x 10-12 1' 15"
- Tirate al petto 4 x 10-12 1' 15"
- Alzate frontali 3 x 10-12 1'
- Estensioni dietro la testa 4 x 10-12 1' 15"
- French press panca piana 4 x 10-12 1' 15"
- Push down 3 x 12-15 1'

#### Giorno 3: Dorso, bicipiti, trapezio
- Lat machine 4 x 10-12 1' 30"
- Low row 4 x 10-12 1' 15"
- Pulley 3 x 10-12 1' 15"
- Rematore bilanciere 3 x 10-12 1' 30"
- Pull-over 3 x 10-12 1' 15"
- Scrollate 3 x 8-10 1'
- Tirate al mento 3 x 8-10 1'
- Curl bilanciere 4 x 8-10 1' 15"
- Curl manubri inclinata 3 x 10-12 1'
- Curl su panca Scott 3 x 10-12 1'

## Altri metodi diresistance training
- Circuit Training (CT)
- Peripheral Heart Action (PHA)
- High Intensity Training (HIT)/Heavy Duty (HD)
- Gironda's 8x8 Training
- Position of flexion (POF)
- German Volume Training (GVT)
- German Body Composition (GBC)
- High Tension Training (HTT)
- Hypertrophy-Specific Training (HST)
- Escalating Density Training (EDT)
- Paired set training
- Power factor training
- Static contraction training
- Body contact
- Zone training
- Metabolic resistance training (MRT)
- Fascial Stretch Training (FST-7)
- Breve intenso infrequente organizzato (BIIO)